# 马恩河畔欧奈
马恩河畔欧奈（法語：Aulnay-sur-Marne，法語發音：[o(l)nɛ syʁ maʁn]）是法国马恩省的一个市镇，位于该省中部，属于香槟沙隆区。

## 地理
马恩河畔欧奈（49°0'27"N, 4°12'15"E）面积9.07 平方千米，位于法国大東部大區马恩省，该省份为法国东北部内陆省份，北起阿登省，西北接埃纳省，西南接塞纳-马恩省，南至奥布省，东南接上马恩省，东临默兹省。
与马恩河畔欧奈接壤的市镇（或旧市镇、城区）包括：艾尼、尚皮尼厄勒香槟、雅隆、瑞维尼、马图格、弗罗。

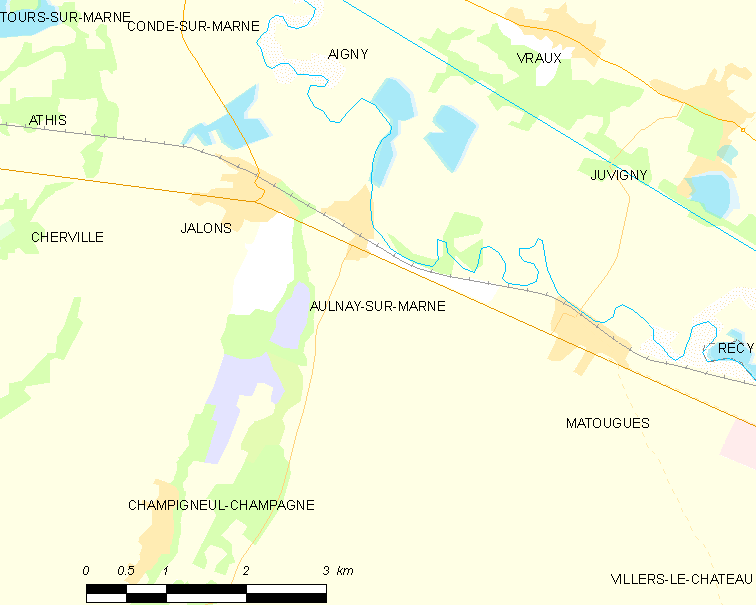
马恩河畔欧奈的OSM定位图

马恩河畔欧奈的时区为UTC+01:00、UTC+02:00（夏令时）。

## 行政
马恩河畔欧奈的邮政编码为51150，INSEE市镇编码为51023。

## 政治
马恩河畔欧奈所属的省级选区为香槟沙隆第二县。

## 人口

1962-2008年间马恩河畔欧奈人口变化图示

马恩河畔欧奈于2022年1月1日时的人口数量为276人。